# Rivera nemzetközi repülőtér
A Rivera nemzetközi repülőtér korábbi nevén Cerro Chapeu nemzetközi repülőtér (IATA: RVY, ICAO: SURV) Uruguay egyik nemzetközi repülőtere, amely Rivera közelében található. 

## Futópályák
A repülőtér futópályái:
- 05/23 (1830 m, aszfalt)

## Forgalom
Erre a repülőtérre nem közlekednek menetrend szerinti járatok.